# Conops celebensis
Conops celebensis är en tvåvingeart som först beskrevs av Meijere 1910.  Conops celebensis ingår i släktet Conops och familjen stekelflugor. Inga underarter finns listade i Catalogue of Life.